# 飛鳥とも美
飛鳥 とも美（あすか ともみ、本名：戸田 奉美（とだ ともみ）、1977年12月16日 - ）は、日本の演歌歌手である。北海道出身、身長151cm、血液型O型。所属事務所は、スマイルファクトリー。

## 経歴
アイドルに憧れた幼少時代を経て､小学5年生から高校3年生までは埼玉県深谷市のカラオケ教室に通っていた。歌の始まりは祖母から教わった｢帰ってこいよ｣(松村和子)であるといい、気づけば歌手を夢見るようになった。本格的に演歌を習い､カラオケ大会で賞をもらうたびに自信をつけて､より演歌が好きになった｡
1991年､中学3年生の時に高松宮杯全日本中学校英語弁論大会に埼玉県代表として出場。高校も英語専門コースに進み、数多くのスピーチコンテストに出場した｡
1994年､高校3年生の時に深谷市で収録のあったNHKｰBS｢BS歌謡塾 あなたが一番｣に出場し､｢北海めおと節｣(天童よしみ)を歌ってチャンピオンになる｡
その後全国大会に進み､これがきっかけで､某レコード会社からオファーがかかるが､大学進学を選び､その話は消滅した｡
歌の道から遠ざかった反動か､｢やりたいと思ったことは何でもチャレンジ｣し､中学校・高校の英語教員免許や図書館司書の免許を取得する｡
大きな転機は大学在学中の｢結婚・出産｣｡2人の子供を産んで､母親としての生活を続けた｡
2008年､将来の夢を語るまでになった子供から｢お母さんは何になりたかったの？｣と問われ、｢私は“夢を実現できる母親”として子供とともに成長していきたい!｣と感じた｡これをきっかけに､地元埼玉県のカラオケ大会等に参加しはじめる｡
2009年､あるカラオケ喫茶のママが第一興商の主催する｢全日本カラオケグランプリ2009｣へ出場し､｢おんな船｣(大石まどか)を歌唱し関東大会で優勝した｡
その時､JVCケンウッド・ビクターエンタテインメントのディレクターに声をかけられたのがきっかけで､ビクタースタジオでのオーディションを受ける｡その｢おんな船｣と、十代の頃に精一杯歌っていた｢北海めおと節｣(天童よしみ)の2曲を歌唱した｡
その後､歌のレッスンや､実践的なステージを積み重ねて､2013年6月19日､JVCケンウッド・ビクターエンタテインメントより｢あなたに決めました｣でデビュー｡
ビクターからは“久々の着物演歌! 16年ぶりの正統派女性新人演歌歌手”でのデビューとなった｡
2014年10月6日､平成26年度｢日本作曲家協会音楽祭｣奨励賞受賞｡
2015年2月8日～11日､初の台湾キャンペーン｡同年､4月20日～5月1日､台湾(台北・桃園・台中・台南・高雄)でカラオケサークルキャンペーン実施｡
2015年5月3日､｢日台演歌夢の競演｣出演(台湾・台北國軍文藝中心にて)
2015年11月27日､台湾のレコード会社welcome musicよりミニアルバム｢大家好! 我是飛鳥奉美｡｣発売｡現地､レコード会社のチャートで売上第1位になる｡
2015年12月1日～7日､台湾盤発売記念カラオケサークルキャンペーンを実施｡
2015年12月6日､｢月刊カラオケファン｣主催カラオケ決勝大会ゲスト(於：台北誠品ホール)
2016年1月16日､日本レコード協会主催｢J-Music LAB 2016｣に出演｡(於：台湾・Legacy Taipei｢伝音楽展演空間｣)
2016年2月10日～15日 台湾南投縣にてステージ＆キャンペーンを実施｡
台湾の地で人気沸騰となった台湾盤ミニアルバム｢大家好! 我是飛鳥奉美｡｣に収録された台湾を舞台にした楽曲｢永遠(とわ)の春｣を日本に｢逆輸入｣し､2016年2月17日､セカンドシングル｢永遠(とわ)の春｣を発売｡
2016年､台湾・南投縣埔里鎮において｢観光親善大使｣の称号を授与､加えてその南投縣にある台湾中部最大のアミューズメント施設｢九族文化村｣においても｢櫻花(おうか)大使｣に就任。
2017年10月､三重県津市の“非公式キャンペーンソング”として男女ユニット“レ・ロマネスク”が歌った｢津の女｣をカバー｡10月4日より配信限定で発売した｡
2018年6月20日､サードシングル｢絆道 -きずなみち-｣を発売｡
2021年10月より、ビクター公式YouTubeチャンネルにて、YouTube限定配信オリジナル楽曲全5作品を配信開始した。
2023年6月､デビュー10周年を迎え､関東エリアにて､デビュー10周年記念ライブを開催｡同年12月16日､台湾にて初の海外公演｢演歌天后 飛鳥奉美 10周年台北演唱會｣を開催｡また､｢台湾・彰化縣観光親善大使｣の称号を授与｡
2025年4月､日本と台湾の友好交流に多大な貢献をした芸術家を表彰する｢第一回 日本台湾友好芸術家賞｣を受賞｡
現在､全国各地のイベント・コンサートに出演等､精力的に活動を続けている｡

## プロフィール
- 芸名：飛鳥とも美（あすか ともみ）
- 本名：戸田奉美（とだ ともみ）
- 生年月日：1977年〈昭和52年〉12月16日
- 血液型：O型
- 出身地：北海道札幌市
- 学歴：桜美林大学文学部英語英米文学科(2000年〈平成12年〉3月卒業)
- 星座：いて座
- 特技：料理・英会話
- 資格：教員免許・習字師範
- 座右の銘：「死ぬこと以外はかすり傷！」

## ディスコグラフィ

### シングル
1. あなたに決めました 作詩：麻こよみ 作曲：岡千秋 編曲：伊戸のりお （2013年6月19日発売）
C/W：「ピョン太郎旅がらす」作詩：碓氷夕焼 補作詩：冬弓ちひろ 作曲：三原一乃 編曲：松井タツオ
(CD:VICL-36794 / CT:VISL-36794 / JVCケンウッド・ビクターエンタテインメント)
2. 永遠（とわ）の春  作詩：京えりこ 作曲：宗宮成則 編曲：伊戸のりお （2016年2月17日発売）
C/W：「しあわせになりたい!」作詩：冬弓ちひろ 作曲：坂下正俊 編曲：ヒロ☆ヒロユキ
ボーナストラック：「雨夜花」作詩：周添旺 補作詩：信楽順三 作曲：鄧雨賢 編曲：周防泰巨
(CD:VICL-37142 / CT:VISL-37142 / JVCケンウッド・ビクターエンタテインメント)
3. 絆道 -きずなみち- 作詩：鈴木紀代 作曲：岡千秋 編曲：南郷達也 （2018年6月20日発売）
C/W：「願いの糸」作詩：北爪葵 作曲：桧原さとし 編曲：周防泰臣
C/W：「津の女」 作詩：レ・ロマネスク TOBI 作曲：KC 編曲：工藤恭彦
(CD:VICL-37355 / CT:VISL-37355 / JVCケンウッド・ビクターエンタテインメント)

### アルバム
1. 『大家好! 我是飛鳥奉美｡』（台湾盤ミニ・アルバム／2015年11月27日発売）
  - 「あなたに決めました / 就決定是你了」(作詩：麻こよみ 作曲：岡千秋 編曲：伊戸のりお)
  - 「うたごえ酒場 / 歌聲酒場」(作詩：麻こよみ 作曲：桧原さとし 編曲：周防泰巨)
  - 「永遠 (とわ) の春 / 永遠的春天」(作詩：京えりこ 作曲：宗宮成則 編曲：伊戸のりお)
  - 「雨夜花 (日本語バージョン) / 雨夜花 (日語版)」(作詩：周添旺 補作詩：信楽順三 作曲：鄧雨賢 編曲：周防泰巨)
  - 「しあわせになりたい! / 想要幸福」(作詩：冬弓ちひろ 作曲：坂下正俊 編曲：ヒロ☆ヒロユキ)
  - 「ピョン太郎旅がらす / 異鄉的漂ノ太郎」(作詩：碓氷夕焼 補作詩：冬弓ちひろ 作曲：三原一乃 編曲：松井タツオ)
  - 「一円玉の旅がらす / 異鄉的一塊錢」(作詩：荒木とよひさ 作曲：弦 哲也 編曲：池多孝春)
  - 「浪花節だよ人生は / 浪花人生」(作詩：藤田まさと 作曲：四方章人 編曲：池多孝春)
  - 「帰ってこいよ / 回來吧」(作詩：平山忠夫 作曲：一代のぼる 編曲：斉藤恒夫)
  - 「雨夜花 (台湾語バージョン) / 雨夜花 (臺語版)」(作詩：周添旺 補作詩：信楽順三 作曲：鄧雨賢 編曲：周防泰巨)

DVD収録曲目
「あなたに決めました / 就決定是你了 (カラオケ映像 / 卡啦OK伴奏影像)」(作詩：麻こよみ 作曲：岡千秋 編曲：伊戸のりお)
(CD:WMJP-0045 / welcome music)

### 配信
1. 津の女 作詩：レ・ロマネスク TOBI 作曲：KC 編曲：工藤恭彦（2017年10月4日発売）
(JVCケンウッド・ビクターエンタテインメント) ※レ・ロマネスクの同名曲をカバー。